# Kobar-Gefängnis
Das Kobar-Gefängnis (arabisch سجن كوبر) gehört zu den ältesten Gefängnissen im Sudan und wurde im Jahr 1903 errichtet. Es wurde von der Administration des früheren anglo-ägyptischen Sudan (1899–1956) gebaut und erhielt seinen arabischen Namen „Kobar“ nach dem britischen Beamten Cooper, der damals für die Verwaltung des Gefängnisses zuständig war, und ist seither als Kobar-Gefängnis bekannt.
Seit der Gründung gilt es als das berüchtigtste Gefängnis im Sudan. Es besteht aus sechs Abschnitten und war bekannt dafür, dass darin Tausende von politischen Gefangenen und Politikern inhaftiert waren. Im Jahr 2019 wurde der ehemalige Präsident Umar al-Baschir nach einem Staatsstreich in dieses Gefängnis gebracht.

## Beschreibung
Das Gefängnis in al-Chartum Bahri, gelegen im Stadtteil Kobar, wurde aus Ziegeln errichtet und ist von hohen Betonmauern umgeben. Seine kleinen und überfüllten Zellen bieten Platz für Hunderte von Gefangenen auf einer Fläche von etwa fünftausend Quadratmetern. Seine bauliche Gestaltung ähnelt den Gefängnissen im Vereinigten Königreich des frühen 20. Jahrhunderts. Darüber hinaus gibt es einen speziellen Flügel für politische Gefangene, der in der Vergangenheit ehemalige Politiker oder andere prominente sudanesische Persönlichkeiten zur Inhaftierung oder Hinrichtung beherbergte. Unter der Regierung von Umar al-Baschir war der National Intelligence and Security Service (NISS) für die Verwaltung des Gefängnisses verantwortlich.
Das Gefängnis liegt am nördlichen Ufer in unmittelbarer Nähe des Blauen Nils.

## Insassen
Zu den bekannteren Inhaftierten zählen:
- Umar al-Baschir (* 1944), seit 2019, ehemaliger Präsident des Sudan, nach einem Militärputsch
- Amin Mekki Medani, Politiker und Menschenrechtsaktivist (2014–2015)
- Faruk Abu Issa, ehemaliger Vorsitzender der National Consensus Forces (2014)
- Usama Mohammad, Blogger und Graswurzel-Journalist (2012)
- Hasan at-Turabi (1932–2016), ehemaliger religiöser und politischer Führer (2009)
- Ibrahim El-Salahi (* 1930), Maler und ehemaliger Regierungsbeamter (1976)
- Abd al-Chaliq Mahdschub (1927–1971), ehemaliger Generalsekretär der sudanesischen Kommunistischen Partei (1971)
- Sadiq al-Mahdi (1935–2020), ehemaliger Premierminister und Politiker (1970)